# Mount Kosko
Mount Kosko ist ein 1795 m hoher Berg in der antarktischen Ross Dependency. In der Conway Range ragt er 10 km nördlich des Mount Keltie auf.
Der United States Geological Survey kartierte ihn anhand eigener Tellurometervermessungen und Luftaufnahmen der United States Navy aus den Jahren von 1959 bis 1963. Das Advisory Committee on Antarctic Names benannte ihn 1965 nach Arno Kosko, Ionosphärenphysiker auf der Byrd-Station im Jahr 1963.